# Hortipes baerti
Hortipes baerti är en spindelart som beskrevs av Jan Bosselaers och Rudy Jocqué 2000. Hortipes baerti ingår i släktet Hortipes och familjen flinkspindlar.
Artens utbredningsområde är Elfenbenskusten. Inga underarter finns listade i Catalogue of Life.